# Lista de estádios de futebol de Portugal
Esta é uma lista de estádios de futebol de Portugal. Pode ainda ver estádios antigos listados por distrito no World Stadiums.
Para o Euro 2004 foram construídos 6 estádios novos e outros 4 foram renovados e ampliados para o mínimo de 30 000 lugares. O Estádio da Luz é o maior estádio em Portugal, que juntamente com o do José Alvalade e do Dragão são os únicos recintos de Categoria 4 capazes de receber uma final das competições da UEFA e de sedear um Mundial devido à capacidade mínima de 40 000 lugares sentados.
Os dados relativos à capacidade dos estádios devem, sempre que possível, conter as informações fornecidas pelos clubes ou seus proprietários e somente devem ser introduzidos os dados da Liga Portugal caso essas referências não existam. De referir que em certos casos a capacidade disponível para os jogos da liga não corresponde à capacidade real, pois a capacidade tende a ser reduzida por questões de segurança dos adeptos.

## Lista
| #   | Imagem | Estádio                                            | Capacidade           | Equipa                                                                                     | Localidade                    | Inauguração             |
| --- | ------ | -------------------------------------------------- | -------------------- | ------------------------------------------------------------------------------------------ | ----------------------------- | ----------------------- |
| 1   | UEFA   | Estádio da Luz                                     | 68 100               | SL Benfica                                                                                 | Lisboa                        | 25 de outubro de 2003   |
| 2   | UEFA   | Estádio José Alvalade                              | 50 095               | Sporting CP                                                                                | Lisboa                        | 6 de agosto de 2003     |
| 3   | UEFA   | Estádio do Dragão                                  | 50 033               | FC Porto                                                                                   | Porto                         | 16 de novembro de 2003  |
| 4   |        | Estádio Nacional do Jamor                          | 37 593               | Seleção Portuguesa de Futebol                                                              | Oeiras                        | 10 de junho de 1944     |
| 5   | UEFA   | Estádio Municipal de Aveiro                        | 32 830               | SC Beira-Mar                                                                               | Aveiro                        | 15 de novembro de 2003  |
| 6   | UEFA   | Estádio Algarve                                    | 30 305 (22 000) Liga | Louletano DC & SC Farense Seleção Gibraltina - Jogos Internacionais dos clubes gibraltinos | Faro / Loulé                  | 23 de novembro de 2003  |
| 7   | UEFA   | Estádio Municipal de Braga                         | 30 286               | SC Braga                                                                                   | Braga                         | 30 de dezembro de 2003  |
| 8   | UEFA   | Estádio D. Afonso Henriques                        | 30 029               | Vitória SC                                                                                 | Guimarães                     | 25 de julho de 2003     |
| 9   | UEFA   | Estádio Cidade de Coimbra                          | 29 622               | Académica de Coimbra                                                                       | Coimbra                       | 27 de setembro de 2003  |
| 10  | UEFA   | Estádio do Bessa Século XXI                        | 28 263               | Boavista FC                                                                                | Porto                         | 30 de dezembro de 2003  |
| 11  |        | Estádio 1.º de Maio                                | 28 000               | SC Braga B                                                                                 | Braga                         | 28 de maio de 1950      |
| 12  | UEFA   | Estádio Dr. Magalhães Pessoa                       | 23 888               | UD Leiria                                                                                  | Leiria                        | 19 de novembro de 2003  |
| 13  |        | Estádio Alfredo da Silva                           | 21 498               | CUF Barreiro                                                                               | Barreiro                      | 30 de junho de 1965     |
| 14  | UEFA   | Estádio do Restelo                                 | 19 856               | CF "Os Belenenses"                                                                         | Lisboa                        | 23 de setembro de 1956  |
| 15  |        | Estádio do Bonfim                                  | 15 497               | Vitória FC                                                                                 | Setúbal                       | 16 de setembro de 1962  |
| 16  |        | Estádio de São Miguel                              | 12 500               | CD Santa Clara                                                                             | Ponta Delgada                 | 1930                    |
| 17  | UEFA   | Estádio Cidade de Barcelos                         | 12 046               | Gil Vicente FC                                                                             | Barcelos                      | 30 de maio de 2004      |
| 18  |        | Estádio Municipal Dr. José Vieira de Carvalho      | 12 000               | FC Maia                                                                                    | Maia                          | 1930                    |
| 19  |        | Estádio Manuel Moreira                             | 12 000               | Rebordosa AC                                                                               | Rebordosa                     | 2001                    |
| 20  |        | Estádio das Seixas                                 | 12 000               | AC Malveira                                                                                | Malveira                      | 1940                    |
| 21  |        | Estádio Municipal Dr. Alves Vieira                 | 11 500               | CD Torres Novas                                                                            | Torres Novas                  | 7 de dezembro de 1969   |
| 22  | UEFA   | Estádio do Marítimo                                | 10 600               | CS Marítimo                                                                                | Funchal                       | 2 de dezembro de 2016   |
| 23  |        | Estádio Municipal de Águeda                        | 10 000               | RD Águeda                                                                                  | Águeda                        | 10 de abril de 1974     |
| 24  |        | Estádio Abel Alves de Figueiredo                   | 10 000               | FC Tirsense                                                                                | Santo Tirso                   | 1958                    |
| 25  |        | Estádio do Mar                                     | 9 821 (6 000) Liga   | Leixões SC                                                                                 | Matosinhos                    | 1 de janeiro de 1964    |
| 26  |        | Campo da Mata                                      | 9 600                | Caldas SC                                                                                  | Caldas da Raínha              | 1934                    |
| 27  |        | Estádio José Gomes                                 | 9 288                | CF Estrela da Amadora                                                                      | Amadora                       | 1957                    |
| 28  | UEFA   | Estádio Capital do Móvel                           | 9 076                | FC Paços de Ferreira                                                                       | Paços de Ferreira             | 7 de outubro de 1973    |
| 29  |        | Estádio Municipal José Bento Pessoa                | 9 000                | Naval 1º Maio                                                                              | Figueira da Foz               | 1953                    |
| 30  |        | Estádio Comendador Henrique Amorim                 | 9 000                | CF União de Lamas                                                                          | Santa Maria de Lamas          | 1932                    |
| 31  |        | Estádio Dr. Jorge Sampaio                          | 8 500                | GD Juventus de Pedroso                                                                     | Pedroso, Vila Nova de Gaia    | 2003                    |
| 32  |        | Estádio Conde Dias Garcia                          | 8 500                | AD Sanjoanense                                                                             | São João da Madeira           | 1935                    |
| 33  |        | Estádio Adelino Ribeiro Novo                       | 8 500                | Gil Vicente FC (Júniores)                                                                  | Barcelos                      | 1933                    |
| 34  |        | Estádio Municipal Eng.º Manuel Branco Teixeira     | 8 400                | GD Chaves                                                                                  | Chaves                        | 1949                    |
| 35  |        | Estádio António Coimbra da Mota                    | 8 000 (5 094) Liga   | GD Estoril Praia                                                                           | Estoril                       | 1 de janeiro de 1939    |
| 36  |        | Estádio Dr. Machado de Matos                       | 7 540                | FC Felgueiras 1932                                                                         | Felgueiras                    | 1930                    |
| 37  |        | Estádio Capitão César Correia                      | 7 500                | SC Campomaiorense                                                                          | Campo Maior                   | 1926                    |
| 38  |        | Estádio do Varzim Sport Club                       | 7 280                | Varzim SC                                                                                  | Póvoa de Varzim               | 13 de setembro de 1932  |
| 39  |        | Estádio de São Luís                                | 7 000                | SC Farense                                                                                 | Faro                          | 1 de dezembro de 1923   |
| 40  |        | Estádio Municipal de Alpendorada                   | 7 000                | FC Alpendorada                                                                             | Alpendorada                   | -                       |
| 41  |        | Estádio Municipal de Rio Maior                     | 7 000                | UD Rio Maior & Casa Pia AC                                                                 | Rio Maior                     | 2003                    |
| 42  |        | Estádio João Paulo II                              | 7 000                | SC Lusitânia                                                                               | Angra do Heroísmo             | 1924                    |
| 43  |        | Estádio Municipal Eng.º José Luís Pinheiro         | 7 000                | GD Bragança                                                                                | Bragança                      | 1977                    |
| 44  |        | Estádio do Canelas                                 | 7 000                | CF Canelas 2010                                                                            | Canelas                       | 1966                    |
| 45  |        | Estádio Municipal do Fontelo                       | 6 912                | Académico de Viseu FC                                                                      | Viseu                         | 12 de junho de 1928     |
| 46  |        | Complexo Desportivo do FC Alverca                  | 6 900                | FC Alverca                                                                                 | Alverca do Ribatejo           | 1992                    |
| 47  |        | Estádio Municipal Eng.º Sílvio Henriques Cerveira  | 6 500                | Anadia FC                                                                                  | Anadia                        | 1980                    |
| 48  |        | Estádio do Clube Desportivo das Aves               | 6 230                | CD Aves & AVS Futebol SAD                                                                  | Vila das Aves, Santo Tirso    | 8 de dezembro de 1981   |
| 49  |        | Estádio Municipal de Seia                          | 6 177                | Seia FC                                                                                    | Seia                          | 26 de julho de 2003     |
| 50  |        | Estádio Comendador Joaquim de Almeida Freitas      | 6 150                | Moreirense FC                                                                              | Moreira de Cónegos, Guimarães | 2002                    |
| 51  |        | Estádio Patalino                                   | 6 000                | O Elvas CAD                                                                                | Elvas                         | 5 de janeiro de 1930    |
| 52  |        | Estádio do Futebol Clube de Vizela                 | 6 000                | FC Vizela                                                                                  | Vizela                        | 12 de novembro de 1989  |
| 53  |        | Estádio Municipal do Marco de Canaveses            | 6 000                | AD Marco 09                                                                                | Marco de Canaveses            | 1988                    |
| 54  |        | Estádio do Grupo Desportivo de Peniche             | 6 000                | GD Peniche                                                                                 | Peniche                       | 1941                    |
| 55  |        | Estádio Quinta do Côvo                             | 6 000                | SC Bustelo                                                                                 | São Roque                     | 2008                    |
| 56  |        | Estádio do Bolhão                                  | 5 700                | Fiães SC                                                                                   | Fiães                         | 1973                    |
| 57  |        | Estádio José Arcanjo                               | 5 661                | SC Olhanense                                                                               | Olhão                         | 9 de setembro de 1984   |
| 58  |        | Estádio Municipal de Arouca                        | 5 600                | FC Arouca                                                                                  | Arouca                        | 2006                    |
| 59  |        | Estádio do Montinho                                | 5 500                | Caçadores das Taipas                                                                       | Caldelas, Guimarães           | 1994                    |
| 60  |        | Estádio Marcolino de Castro                        | 5 401                | CD Feirense                                                                                | Santa Maria da Feira          | 1 de janeiro de 1962    |
| 61  |        | Estádio do Rio Ave FC                              | 5 300                | Rio Ave FC                                                                                 | Vila do Conde                 | 13 de outubro de 1984   |
| 62  |        | Estádio Municipal 25 de Abril                      | 5 230                | FC Penafiel                                                                                | Penafiel                      | 1930                    |
| 63  |        | Estádio da Madeira                                 | 5 200                | CD Nacional                                                                                | Funchal                       | 1 de janeiro de 2007    |
| 64  |        | Estádio Municipal da Marinha Grande                | 5 200                | AC Marinhense                                                                              | Marinha Grande                | 1992                    |
| 65  |        | Estádio Municipal 22 de Junho                      | 5 186                | FC Famalicão                                                                               | Vila Nova de Famalicão        | 21 de setembro de 1952  |
| 66  |        | Estádio Municipal Mário Wilson                     | 5 097                | AD Oeiras                                                                                  | Oeiras                        | 2002                    |
| 67  |        | Estádio do Clube Desportivo Trofense               | 5 017                | CD Trofense                                                                                | Trofa                         | 1950                    |
| 68  |        | Estádio João Cardoso                               | 5 000                | CD Tondela                                                                                 | Tondela                       | 27 de maio de 2008      |
| 69  |        | Complexo Desportivo do SC Freamunde                | 5 000                | SC Freamunde                                                                               | Freamunde                     | 1990                    |
| 70  |        | Estádio Municipal de Amarante                      | 5 000                | Amarante FC                                                                                | Amarante                      | 1978                    |
| 71  |        | Estádio SC São João de Ver                         | 5 000                | SC São João de Ver                                                                         | São João de Ver               | -                       |
| 72  |        | Estádio Municipal Monte da Forca                   | 5 000                | SC Vila Real                                                                               | Vila Real                     | 1989                    |
| 73  |        | Estádio Municipal Prof. Cerveira Pinto             | 5 000                | CD Cinfães                                                                                 | Cinfães                       | 1982                    |
| 74  |        | Campo Eng.º José Carlos Macedo                     | 5 000                | FC Amares                                                                                  | Amares                        | 1945                    |
| 75  |        | Estádio do Mergulhão                               | 5 000                | FC Cesarense                                                                               | Cesar                         | 2000                    |
| 76  |        | Estádio Municipal Joaquim Maria Baptista           | 5 000                | AC Alcanenense                                                                             | Alcanena                      | -                       |
| 77  |        | Estádio Municipal Eduardo de Sousa Lima            | 5 000                | Associação dos Covões                                                                      | Portalegre                    | 2006                    |
| 78  |        | Estádio Municipal de Portalegre                    | 5 000                | CD Portalegrense & SC Estrela                                                              | Portalegre                    | 1978                    |
| 79  |        | Estádio Municipal de Portimão                      | 4 961                | Portimonense SC                                                                            | Portimão                      | 1937                    |
| 80  |        | Estádio do Lusitânia de Lourosa FC                 | 4 900                | Lusitânia de Lourosa FC                                                                    | Lourosa                       | -                       |
| 81  |        | Estádio do Leça Futebol Clube                      | 4 529                | Leça FC                                                                                    | Leça da Palmeira              | 15 de agosto de 1986    |
| 82  |        | Estádio Vale D`Abelha                              | 4 500                | Paio Pires FC                                                                              | Paio Pires                    | 1963                    |
| 83  |        | Complexo Desportivo Fernando Mamede                | 4 200                | Desportivo de Beja                                                                         | Beja                          | 1982                    |
| 84  |        | Estádio da Tapadinha                               | 4 000                | Atlético CP                                                                                | Alcântara                     | 1926                    |
| 85  |        | Parque Municipal dos Desportos de Fafe             | 4 000                | AD Fafe                                                                                    | Fafe                          | 1968                    |
| 86  |        | Estádio Quinta da Pena                             | 4 000                | CF Perosinho                                                                               | Perosinho                     | -                       |
| 87  |        | Estádio Eng.º Carlos Salema                        | 4 000                | Clube Oriental de Lisboa                                                                   | Marvila                       | 1949                    |
| 88  |        | Estádio Municipal da Guarda                        | 4 000                | AD Guarda                                                                                  | Guarda                        | 1996                    |
| 89  |        | Campo Estrela                                      | 4 000                | Lusitano de Évora                                                                          | Évora                         | 15 de junho de 1914     |
| 90  |        | Estádio Luís Filipe Menezes                        | 3 800                | FC Porto B                                                                                 | Olival, Vila Nova de Gaia     | 5 de agosto de 2002     |
| 91  |        | Estádio de São Sebastião                           | 3 500                | SC Mirandela                                                                               | Mirandela                     | 2002                    |
| 92  |        | Estádio da Portelinha                              | 3 500                | Juventude de Pedras Salgadas                                                               | Pedras Salgadas               | 1976                    |
| 93  |        | Estádio Municipal José dos Santos Pinto            | 3 500                | SC Covilhã                                                                                 | Covilhã                       | 1935                    |
| 94  |        | Estádio Municipal de Tábua                         | 3 500                | FC Oliveira do Hospital                                                                    | Tábua                         | 8 de dezembro de 2001   |
| 95  |        | Estádio dos Trambelos                              | 3 300                | Lusitano FC Vildemoinhos                                                                   | Viseu                         | 1972                    |
| 96  |        | Estádio Marques da Silva                           | 3 200                | AD Ovarense                                                                                | Ovar                          | 1954                    |
| 97  |        | Estádio Municipal da Coutada                       | 3 100                | Atlético dos Arcos                                                                         | Arcos de Valdevez             | 1945                    |
| 98  |        | Estádio do Moura Atlético Clube                    | 3 000                | Moura AC                                                                                   | Moura                         | 2000                    |
| 99  |        | Estádio Municipal das Laranjeiras                  | 3 000                | USC Paredes                                                                                | Paredes                       | 16 de dezembro de 2022  |
| 100 |        | Estádio Dr. José de Matos                          | 3 000                | SC Vianense                                                                                | Viana de Castelo              | 1920                    |
| 101 |        | Complexo Desportivo de Canhas de Senhorim          | 3 000                | GDR Canas de Senhorim                                                                      | Nelas                         | -                       |
| 102 |        | Estádio Dr. Estevão de Faria                       | 3 000                | GD Santacombadense                                                                         | Santa Comba Dão               | -                       |
| 103 |        | Estádio Municipal de Vila Real de Santo António    | 2 896                | Lusitano VRSA                                                                              | Vila Real de Santo António    | 1989                    |
| 104 |        | Estádio Vila Amália                                | 2 850                | GD Sesimbra                                                                                | Sesimbra                      | 1987                    |
| 105 |        | Estádio Alfredo Marques Augusto                    | 2 730                | CD Olivais e Moscavide                                                                     | Lisboa                        | 1954                    |
| 106 |        | Campo Pedro Barrena                                | 2 700                | O Elvas CAD                                                                                | Elvas                         | 2004                    |
| 107 |        | Benfica Campus                                     | 2 644                | SL Benfica B                                                                               | Seixal                        | 22 de setembro de 2006  |
| 108 |        | Estádio Pina Manique                               | 2 574                | Casa Pia AC                                                                                | Lisboa                        | 29 de agosto de 1954    |
| 109 |        | Estádio Amélia Morais                              | 2 500                | SC Braga B                                                                                 | Braga                         | 11 de fevereiro de 2025 |
| 110 |        | Estádio Municipal Sérgio Conceição                 | 2 500                | UD Taveirense & União de Coimbra                                                           | Taveiro                       | 2002                    |
| 111 |        | Estádio Municipal Rafael Pedreira                  | 2 500                | CD Cerveira                                                                                | Vila Nova de Cerveira         | 1945                    |
| 112 |        | Estádio Municipal de Quarteira                     | 2 500                | CDR Quarteirense                                                                           | Quarteira                     | 2003                    |
| 113 |        | Estádio Municipal do Cruzeiro                      | 2 500                | AD Limianos                                                                                | Ponte de Lima                 | -                       |
| 114 |        | Estádio Municipal Vale do Romeiro                  | 2 500                | Sport Benfica e Castelo Branco                                                             | Castelo Branco                | 1956                    |
| 115 |        | Campo Coronel Mário Cunha                          | 2 500                | CA Riachense                                                                               | Riachos                       | -                       |
| 116 |        | Campo da Verderena                                 | 2 480                | FC Barreirense                                                                             | Barreiro                      | 2011                    |
| 117 |        | Estádio Manuel Marques                             | 2 431                | SCU Torreense                                                                              | Torres Vedras                 | 1925                    |
| 118 |        | Estádio Municipal de Vagos                         | 2 250                | FC Vaguense                                                                                | Vagos                         | 2012                    |
| 119 |        | Campo Chã das Padeiras                             | 2 167                | UD Santarém                                                                                | Santarém                      | 1950                    |
| 120 |        | Campo António Semedo                               | 2 100                | CF Os Elvenses                                                                             | Elvas                         | 2004                    |
| 121 |        | Estádio Municipal de Atletismo de Elvas            | 2 000                | O Elvas CAD & RC Elvas                                                                     | Elvas                         | setembro de 2001        |
| 122 |        | Estádio 1º de Maio                                 | 2 000                | União Montemor                                                                             | Montemor-o-Novo               | 1956                    |
| 123 |        | Estádio Municipal da Lourinhã                      | 2 000                | SC Lourinhanense                                                                           | Lourinhã                      | -                       |
| 124 |        | Estádio Municipal do Sabugal                       | 2 000                | SC Sabugal                                                                                 | Sabugal                       | -                       |
| 125 |        | Estádio Dr. Diogo Alves Vaz Pereira                | 2 000                | CDC Montalegre                                                                             | Montalegre                    | 1989                    |
| 126 |        | Estádio Eng. José Aires                            | 2 000                | GD Torre Moncorvo                                                                          | Torre de Moncorvo             | 1998                    |
| 127 |        | Estádio Carlos Osório                              | 1 750                | UD Oliveirense                                                                             | Oliveira de Azeméis           | 1932                    |
| 128 |        | Campo de Jogos António Coelho Trigueiros de Aragão | 1 750                | CD Alcains                                                                                 | Alcains                       | 1963                    |
| 129 |        | Estádio Municipal Papa Francisco                   | 1 545                | CD Fátima                                                                                  | Fátima                        | 2005                    |
| 130 |        | Estádio da Medideira                               | 1 500                | Amora FC                                                                                   | Amora                         | 1926                    |
| 131 |        | Estádio Municipal de Oliveira do Bairro            | 1 500                | Oliveira do Bairro SC                                                                      | Oliveira do Bairro            | 1980                    |
| 132 |        | Parque Desportivo da AA Avanca                     | 1 500                | AA Avanca                                                                                  | Avanca                        | 1937                    |
| 133 |        | Estádio Municipal de Abrantes                      | 1 400                | Sport Abrantes e Benfica                                                                   | Abrantes                      | 2001                    |
| 134 |        | Estádio Municipal de Mafra                         | 1 249                | CD Mafra                                                                                   | Mafra                         | 1998                    |
| 135 |        | Estádio Aurélio Pereira                            | 1 180                | Sporting CP B                                                                              | Alcochete                     | 21 de junho de 2002     |
| 136 |        | Campo da Cruz do Reguengo                          | 1 000                | Vilaverdense FC                                                                            | Vila Verde                    | 2005                    |

|  | Estádios de Primeira e Segunda Liga Portuguesa                 |
|  | Estádios com Relevância Histórica fora das Ligas Profissionais |